# لیگ برتر فوتبال ایرلند
لیگ برتر فوتبال ایرلند (به انگلیسی: League of Ireland Premier Division) معتبرترین لیگ فوتبال در کشور ایرلند است که از ۱۹۸۵ میلادی تاکنون در این کشور برگزار می‌شود. این لیگ از ۱۲ تیم که از سراسر ایرلند در آن شرکت می‌کنند برگزار می‌شود.
باشگاه فوتبال دانداک با ۷ قهرمانی پرافتخارترین این سری مسابقات به حساب می‌آید.

## فهرست قهرمانان بر پایه باشگاه
| باشگاه                          | قهرمانی | فصل                                               |
| ------------------------------- | ------- | ------------------------------------------------- |
| باشگاه فوتبال دانداک            | ۷       | ۱۹۸۷–۸۸, ۱۹۹۰–۹۱, ۱۹۹۴–۹۵, ۲۰۱۴, ۲۰۱۵, ۲۰۱۶, ۲۰۱۸ |
| Shelbourne                      | ۶       | ۱۹۹۱–۹۲, ۱۹۹۹–۲۰۰۰, ۲۰۰۱–۰۲, ۲۰۰۳, ۲۰۰۴, ۲۰۰۶     |
| باشگاه فوتبال شامروک روورز      | ۵       | ۱۹۸۵–۸۶, ۱۹۸۶–۸۷, ۱۹۹۳–۹۴, ۲۰۱۰, ۲۰۱۱             |
| باشگاه فوتبال سنت پاتریک اتلتیک | ۵       | ۱۹۸۹–۹۰, ۱۹۹۵–۹۶, ۱۹۹۷–۹۸, ۱۹۹۸–۹۹, ۲۰۱۳          |
| باشگاه فوتبال بوهمیان           | ۴       | ۲۰۰۰–۰۱, ۲۰۰۲–۰۳, ۲۰۰۸, ۲۰۰۹                      |
| باشگاه فوتبال کورک سیتی         | ۳       | ۱۹۹۲–۹۳, ۲۰۰۵, ۲۰۱۷                               |
| Derry City                      | ۲       | ۱۹۸۸–۸۹, ۱۹۹۶–۹۷                                  |
| Drogheda United                 | ۱       | ۲۰۰۷                                              |
| باشگاه فوتبال اسلایگو راورز     | ۱       | ۲۰۱۲                                              |

Source: 